# George Samuel Jenman
George Samuel Jenman (1845-1902) est un collecteur et botaniste britannique.
Membre de la Linnean society, il a été le fondateur et le superintendant du jardin botanique de Georgetown (République coopérative du Guyana) de 1879 à 1902.

## Publication
- A hand-list of the Jamaica ferns and their allies - Demara : Baldwin and co., 1881 Téléchargeable sur OpenLibrary

## Plantes qui lui ont été dédiées
Les genres Jenmania Rolfe (de la famille des Orchidacées) et Jenmaniella Engl. (de la famille des Podostémacées) ainsi que de nombreuses espèces de plantes lui ont été dédiées :
| - Aechmea jenmanii Baker (1882) Broméliacée - Aniba jenmanii Mez (1889) Lauracée - Annona jenmanii Safford (1913) Annonacée - Anthurium jenmanii Engl. (1905) Aracée - Antrophyum jenmanii Benedict (1907) Vittariacée - Aspidium jenmanii Christ (1897) Dryopteridacée - Asplenium jenmanii Proctor (1968) Aspléniacée - Begonia jenmanii Tutin (1940) Bégoniacée - Bombax jenmanii Oliv. (1887) Bombacacée - Botrychium jenmanii Underw. (1900) Ophioglossacée - Carptotepala jenmanii (Gleason) Moldenke (1957) (synonyme : Paepalanthus jenmanii Gleason) Eriocaulacée - Cattleya jenmanii Rolfe (1906) Orchidacée - Cayaponia jenmanii C.Jeffrey (1971) Cucurbitacée - Cephaelis jenmanii Wernham (1914) Rubiacée - Cheiloclinium jenmanii A.C.Sm. (1940) Célastracée - Clusia jenmanii Engl. (1888) Clusiacée - Cynanchum jenmanii Morillo (1990) Asclépiadacée - Cyperus jenmanii C.B.Clarke ex Morong (1893) Cypéracée - Danaea jenmanii Underw. (1902) Marattiacée - Dicymbe jenmanii Sandwith (1928) Fabacée - Dryopteris jenmanii (Baker) C.Chr. -(1905) Dryopteridacée - Eperua jenmanii Oliv. (1891) Fabacée - Eschweilera jenmanii R.Knuth (1939) Lécythidacée - Euterpe jenmanii C.H.Wright (1906) Arécacée - Henriquezia jenmanii K.Schum. (1889) Rubiacée - Heteropsis jenmanii Oliv. (1890) Aracée - Hypolytrum jenmanii C.B.Clarke (1908) Cypéracée - Ilex jenmanii Loes. (1901) Aquifoliacée - Inga jenmanii Sandwith (1931) Fabacée - Jenmaniella jenmanii (Engl.) P.Royen (1951) (synonyme : Marathrum jenmanii Engl.) Podostémacée - Lacunaria jenmanii Ducke (1930) Quiinacée - Lastrea jenmanii W.Bull (1887) Thélyptéridacée - Lycopodioides jenmanii Kuntze (1891) Sélaginellacée | - Macrolobium jenmanii (Gleason) Sandwith (1939) (synonyme : Vouapa jenmanii Gleason) Fabacée - Matelea jenmanii (Morillo) Morillo (2000) Asclépiadacée - Mitostemma jenmanii Mast. (1883) Passifloracée - Mnasium jenmanii Baill. (1894) Rapatéacée - Moronobea jenmanii Engl. (1888) Clusiacée - Nephrodium jenmanii Baker (1877) Dryoptéridacée - Odontosoria jenmanii Maxon (1913) Dennstaedtiacée - Passiflora jenmanii Mast. (1893) Passifloracée - Persea jenmanii Mez (1889) Lauracée - Philodendron jenmanii K.Krause (1913) Aracée - Phoradendron jenmanii Trel. (1916) Viscacée - Polytaenium jenmanii Benedict (1911) Vittariacée - Pouteria jenmanii (Pittier) Sandwith (1931) (synonyme : Lucuma jenmanii Pittier) Sapotacée - Psychotria jenmanii Urb. (1913) Rubiacée - Racinaea jenmanii (Baker) M.A.Spencer & L.B.Sm. (1993) Bromeliacée - Rhyncholacis jenmanii Engl. (1927) Podostemacée - Roystonea jenmanii Burret (1929) Arécacée - Sapium jenmanii Hemsl. (1900) Euphorbiaceae - Sceptridium jenmanii (Underw.) Lyon (1905) Ophioglossacée - Selaginella jenmanii Baker (1887) Sélaginellacée - Sievekingia jenmanii Rchb.f. (1886) Orchidacée - Siphanthera jenmanii Gleason (1932) Mélastomatacée - Spathanthus jenmanii N.E.Br. (1906) Rapatéacée - Swartzia jenmanii Sandwith (1934) Fabacée - Syngonanthus jenmanii (Gleason) Giul. & Hensold (1991) Eriocaulacée - Terpsichore jenmanii (Underw. ex Maxon) A.R.Sm. (1993) (synonymes : Polypodium jenmanii Underw. ex Maxon ou Grammitis jenmanii (Underw. ex Maxon) Proctor ou Ctenopteris jenmanii (Underw. ex Maxon) Copel.) Grammitidacée - Thurnia jenmanii Hook.f. (1883) Thurniacée - Tillandsia jenmanii Baker (1887) Broméliacée - Touroulia jenmanii Oliv. (1891) Quiinacée - Tovomita jenmanii Engl. (1888) Clusiacée - Trichomanes jenmanii Lellinger (1991) Hyménophyllacée - Urostachys jenmanii (Underw. & F.E.Lloyd) Herter ex Nessel (1939) (synonymes : Lycopodium jenmanii Underw. & F.E.Lloyd ou Huperzia linifolia var. jenmanii (Underw. & F.E. Lloyd) B. Øllg. & P.G. Windisch) Lycopodiacée |